# There Goes a Tenner
Pour un article plus général, voir Discographie et vidéographie de Kate Bush.
 (janvier 2014).
Singles de Kate Bush
The Dreaming
(1982) Suspended in Gaffa
(1982)
Pistes de The Dreaming
Sat in Your Lap Pull Out the Pin
There Goes a Tenner est une chanson de Kate Bush sortie en single le 2 novembre 1982, et la troisième à être extraite — au Royaume-Uni uniquement — de son album The Dreaming.